# Подлесейки

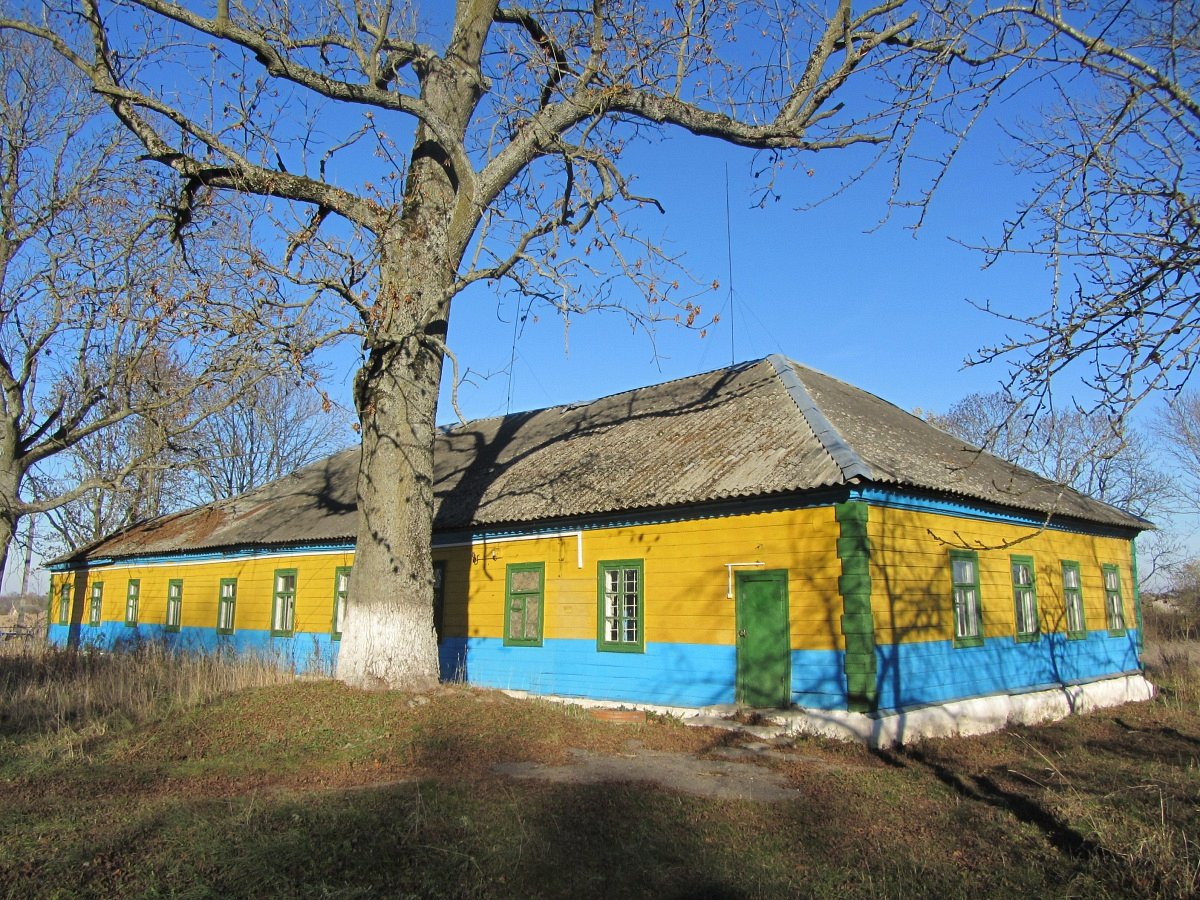
Флигель усадьбы Соколовичей

Подлесейки (бел. Падлясейкі) — деревня в Крошинском сельском совете Барановичского района Брестской области Белоруссии. Население — 274 человека (2019).

## География
Подлесейки находятся в 16 км к северо-востоку от центра города Барановичи на границе с Минской областью. Местность принадлежит к бассейну Немана, рядом с селом расположена сеть мелиоративных каналов со стоком в реку Щара (сама река протекает в 5 км к западу от деревни). Через деревню проходит местная автодорога А-249 Барановичи — Погорельцы, прочие дороги ведут к ж/д платформе Юшкевичи и селу Своятичи.

## История
Деревня основана в середине XIX века, с основания в этих местах панского фольварка, построенного паном Соколовичем. В его имении действовала сыроварня, позже прославившаяся до Мира и Несвижа. Последних Соколовичей, владельцев имения, мужа с женой, большевики в 1939 году расстреляли в местном болоте. Их старший сын погиб на войне, ещё одному удалось сбежать в Германию.
По переписи 1897 года — деревня в Черниховской волости Новогрудского уезда Минской губернии, хлебозапасный магазин, кузница, корчма, две ветряные мельницы.
Согласно Рижскому мирному договору (1921) Подлесейки вошли в состав межвоенной Польши, принадлежали Барановичскому повету Новогрудского воеводства.
С 1939 года в БССР. С 15 января 1940 года в Городищенском районе Барановичской, с 8 января 1954 года Брестской областей, с 25 декабря 1962 года в Барановичском районе. С 12 октября 1940 года до 1987 года центр сельсовета.
В Великую Отечественную войну с конца июня 1941 года до 6 июля 1944 г. деревня оккупирована немецко-фашистскими захватчиками, на фронтах войны погибли 17 сельчан.

## Инфраструктура
- Фельдшерско-акушерский пункт — улица Несвижская, 6Г[1].
- Дом культуры — улица Несвижская, 8[1].
- Средняя школа —  улица Школьная, 10[1].

В деревне действовала Подлесейская средняя школа (государственное учреждение образования «Подлесейская средняя школа» Барановичского района), открытая 31 августа 1959 года. Закрылась в 2013 году из-за малого количества учащихся. На 1 сентября 2011 года а школе обучалось 39 учеников. Учебная база школы: 11 кабинетов, компьютерный класс, библиотека, столовая, мастерская. Микрорайон школы включает деревни: Подлесейки, Залюбичи, Ятвезь, Макаши, Кломпики. Школа имеет свой сайт.

## Хозяйская деятельность
В деревне работает СПК «Подлесейский край».

## Население
| Численность населения (по переписи) | Численность населения (по переписи) | Численность населения (по переписи) | Численность населения (по переписи) | Численность населения (по переписи) | Численность населения (по переписи) | Численность населения (по переписи) | Численность населения (по переписи) | Численность населения (по переписи) |
| 1897                                | 1909                                | 1921                                | 1939                                | 1959                                | 1970                                | 1999                                | 2009                                | 2019                                |
| ----------------------------------- | ----------------------------------- | ----------------------------------- | ----------------------------------- | ----------------------------------- | ----------------------------------- | ----------------------------------- | ----------------------------------- | ----------------------------------- |
| 539                                 | ↗607                                | ↗739                                | ↗892                                | ↗1051                               | ↘836                                | ↘537                                | ↘379                                | ↘274                                |

## Достопримечательности
В деревне находятся усадьба Соколовичей XIX века (усадебный дом не сохранился), включающая в себя парк XIX века и флигель XIX века. — улица Школьная, 10.